# کازویا ۷۳۵۳
سیارک ۷۳۵۳ (به انگلیسی: 7353 Kazuya، نامگذاری:1995AC1) هفت هزار و سیصد و پنجاه و سومین سیارک کشف شده‌است که در ۶ ژانویه ۱۹۹۵ کشف شد.
قدر مطلق سیارک برابر ۱۲٫۰۰ است.